# Jonathan Penrose
Jonathan Penrose, OBE (nascut el 7 d'octubre de 1933, a Colchester, i mort el 30 de novembre de 2021), fou un jugador d'escacs anglès, Gran Mestre honorari, i Gran Mestre d'escacs per correspondència (1983), que va guanyar el Campionat de la Gran Bretanya deu cops entre 1958 i 1969. Era fill de Lionel Penrose, un mundialment famós professor de genètica, i germà de Roger Penrose i Oliver Penrose. Era psicòleg de professió.
|  |

## Carrera escaquística
Va aprendre a jugar als escacs als quatre anys, fou membre del Club d'escacs de Hampstead als dotze, i Campió britànic Sub-18 quan tenia tot just catorze anys. Va participar en el Torneig d'escacs de Hastings per primer cop el 1950/51, i hi va vèncer el campió francès Nicolas Rossolimo, i a Southsea el 1950, on hi va vèncer els dos jugadors de primera línia mundial Iefim Bogoliúbov i Savielly Tartakower.
Penrose va obtenir el títol de Mestre Internacional el 1961, i fou el millor jugador britànic durant molts anys entre els 1960 i començaments dels 1970, sobrepassant els èxits anteriors de Henry Ernest Atkins en guanyar el Campionat britànic un nombre rècord de deu cops. Hom el considerava com un jugador amb clara força de GM, i fins i tot un jugador amb una força de joc equivalent als de primera línia mundial, però no va arribar mai a assolir el títol de GM sobre el tauler, a despit de diverses victòries notables. Això va ser degut, principalment, al fet que va decidir mantenir-se com a jugador aficionat, i prioritzar les seves activitats universitàries. Va jugar, de fet, molt pocs torneigs internacionals, i sovint rebutjava invitacions a prestigiosos torneigs com ara Hastings.

### Participació en Olimpíades d'escacs
Penrose va competir en totes les edicions de les olimpíades d'escacs entre 1952 i 1962, i posteriorment, a les olimpíades de 1968 i 1970, sovint amb resultats excel·lents, incloent un (+9 -1 =7) el 1962 (Varna), i (+10 -0 =5) el 1968 (Lugano). En aquestes dues ocasions, va guanyar la medalla d'argent individual al primer tauler; el 1968, el seu resultat fou superat només pel Campió del món, Tigran Petrossian.
A l'olimpíada de Leipzig de 1960, va vèncer el nou Campió del món Mikhaïl Tal amb blanques, en una Benoni moderna, i va esdevenir així el primer britànic a guanyar un campió del món d'ençà que Joseph Henry Blackburne guanyés n'Emanuel Lasker el 1899.
Penrose patia dels nervis, i va tenir una crisi durant la XIX Olimpíada enmig d'una tensa partida. A conseqüència d'això, a partir de llavors es va passar als escacs per correspondència, on també hi va tenir èxit, guanyant el títol de Mestre Internacional (IMC) el 1980 i el de Gran Mestre (GMC) el 1983. Fou el millor jugador d'escacs postals el 1987-89 i va conduir el seu país a la victòria a la 9a Olimpíada d'escacs per correspondència (1982-87).
Jonathan Penrose fou guardonat amb el títol d'OBE el 1971.